# Lennart
Lennart ist als eine insbesondere schwedische und niederdeutsche Form von Leonhard ein unter anderem schwedischer, finnischer und estnischer männlicher Vorname.
In Estland ist auch die weibliche Form Lenna geläufig.

## Namensträger

### Vorname
- Lennart Åberg (1942–2021), schwedischer Jazz-Saxophonist, -Flötist und -Komponist
- Lennart Atterwall (1911–2001), schwedischer Leichtathlet
- Lennart Axelsson (* 1941), schwedischer Jazztrompeter
- Lennart Back (1933–2022), schwedischer Geher
- Lennart Backman (* 1934), schwedischer Fußball-, Bandy- und Eishockeyspieler
- Lennart Bengtsson (* 1935), schwedischer Klimatologe und Hochschullehrer
- Lennart Bergelin (1925–2008), schwedischer Tennisspieler und -trainer
- Lennart Bernadotte (1909–2004), schwedischer Prinz und Begründer der Blumeninsel Mainau
- Lennart Betzgen (* 1996), deutscher Schauspieler
- Lennart Binder (* 1948), österreichischer Rechtsanwalt und Menschenrechtsaktivist
- Lennart Borchert (* 1999), deutscher Schauspieler
- Lennart Brede (* 1975), deutscher Photograph und Regisseur
- Lennart Carleson (* 1928), schwedischer Mathematiker und Abelpreisträger
- Lennart Daléus (* 1946), schwedischer Politiker
- Lennart Fagerlund (* 1952), schwedischer Radsportler
- Lennart Flechtner (* 1994), deutscher Synchronsprecher
- Lennart Ginman (* 1960), dänischer Musiker (Bassist, Komponist) im Bereich des Modern Jazz
- Lennart Hartmann (* 1991), deutscher Fußballspieler
- Lennart Heimer (1930–2007), schwedisch-amerikanischer Neurochirurg
- Lennart Hellsing (1919–2015), schwedischer Schriftsteller und Übersetzer
- Lennart Hillmann (* 1995), deutscher Schauspieler
- Lennart Hjulström (1938–2022), schwedischer Regisseur und Schauspieler
- Lennart Johansson (1929–2019), schwedischer Fußballfunktionär, Präsident der UEFA (1990–2007)
- Lennart Karl (* 2008), deutscher Fußballspieler
- Lennart König (* 1996), deutscher Schauspieler
- Lennart Koskinen (* 1944), schwedischer lutherischer Bischof
- Lennart Larsson (* 1953), schwedischer Fußballspieler
- Lennart Lemster (* 1989), deutscher Schauspieler
- Lennart Lindegren (* 1950), schwedischer Astronom
- Lennart Lindroos (1886–1921), finnischer Schwimmer
- Lennart Arvid Lundberg (1863–1931), schwedischer Pianist, Komponist und Musikpädagoge
- Lennart Meri (1929–2006), estnischer Schriftsteller, Filmemacher, Dissident und Staatspräsident
- Lennart Nilsson (Leichtathlet) (1914–1991), schwedischer Mittelstreckenläufer
- Lennart Nilsson (Fotograf) (1922–2017), schwedischer Fotograf und Filmemacher
- Lennart Nilsson (Fußballspieler) (* 1959), schwedischer Fußballspieler
- Lennart Nyman (1917–1998), schwedischer Fußballspieler und -trainer
- Lennart Olsson (* 1961), schwedischer Zoologe und Embryologe
- Lennart Poettering (* 1980), deutscher Open-Source-Softwareentwickler
- Lennart von Post (1884–1951), schwedischer Geologe
- Lennart Ruff (* 1986), deutscher Film- und Werberegisseur
- Lennart A. Salomon (* 1978), deutscher Musiker, Singer/Songwriter, Komponist und Produzent
- Lennart Samuelsson (1924–2012), schwedischer Fußballspieler und -trainer
- Lennart Schilgen (* 1988), deutscher Liedermacher, Singer-Songwriter und Kabarettist
- Lennart Skoglund (1929–1975), schwedischer Fußballspieler
- Lennart Strand (1921–2004), schwedischer Leichtathlet
- Lennart Thy (* 1992), deutscher Fußballspieler
- Lennart Torstensson (1603–1651), schwedischer General im Dreißigjährigen Krieg
- Lennart Viitala (1921–1966), finnischer Ringer
- Lennart Wass (* 1953), schwedischer Fußballtrainer
- Lennart Wing (* 1935), schwedischer Fußballspieler

### Künstlername
- Lennart (* 1972), deutscher Musikproduzent, Komponist und Musiker

### Familienname
- Isobel Lennart (1915–1971), US-amerikanische Drehbuchautorin und Schriftstellerin